# منصور أباد (إسلام آباد غرب)
منصور أباد (بالفارسية: منصورآباد) هي قرية تقع في قسم حومة الجنوبي الريفي (مقاطعة إسلام آباد غرب) في إيران. يقدر عدد سكانها بـ 300 نسمة.